# Kaleva
Pour les articles homonymes, voir Kaleva (homonymie).
Kaleva est un journal finlandais publié dans le nord du pays à Oulu. 

## Historique
Le premier numéro du journal sort le 1er juillet 1899.